# Doraemon 3: Nobita no machi SOS!
Doraemon 3: Nobita no machi SOS! (ドラえもん3 のび太の町SOS!) est un jeu vidéo de plates-formes sorti en 2000 sur Nintendo 64 uniquement au Japon. Le jeu a été développé et édité par Epoch.
Le jeu est inspiré du manga Doraemon. Il est le troisième et dernier jeu Doraemon sur Nintendo 64, précédé par Doraemon: Nobita to mittsu no seireiseki et Doraemon 2: Nobita to hikari no shinden.